# Championnats d'Europe de biathlon 2001
Navigation
Édition précédente Édition suivante
Les championnats d'Europe de biathlon 2001, huitième édition des championnats d'Europe de biathlon, ont lieu du 23 au 28 janvier 2001 en Haute Maurienne, en France.

## Résulats

### Moins de 26 ans

#### Hommes
| Compétition       | 1er                                                                     | 2ème                                                                   | 3ème                                                            |
| ----------------- | ----------------------------------------------------------------------- | ---------------------------------------------------------------------- | --------------------------------------------------------------- |
| 10 km sprint      | Vincent Defrasne                                                        | Wiesław Ziemianin                                                      | Vyacheslav Derkach                                              |
| 12,5 km poursuite | Vincent Defrasne                                                        | Michael Greis                                                          | Wiesław Ziemianin                                               |
| 20 km individuel  | Günther Beck                                                            | Andreas Stitzl                                                         | Gaël Poirée                                                     |
| relais 4 × 7,5 km | Allemagne Jörn Wollschläger Andreas Stitzl Michael Greis Alexander Wolf | Pologne Wiesław Ziemianin Wojciech Kozub Krzysztof Topór Tomasz Sikora | Italie Theo Senoner Sergio Bonaldi Helmuth Messner Ivan Romanin |

#### Femmes
| Compétition      | 1ère                                                              | 2ème                                                              | 3ème                                                                    |
| ---------------- | ----------------------------------------------------------------- | ----------------------------------------------------------------- | ----------------------------------------------------------------------- |
| 7,5 km sprint    | Katja Beer                                                        | Simone Denkinger                                                  | Olga Nazarova                                                           |
| 10 km poursuite  | Katja Beer                                                        | Lilia Efremova                                                    | Sabine Flatscher                                                        |
| 15 km individuel | Oksana Yakovleva                                                  | Christelle Gros                                                   | Iva Karagiozova                                                         |
| Relais 4 × 6 km  | Allemagne Katja Beer Simone Denkinger Sabine Flatscher Ina Menzel | Russie Olga Zaitseva Lilia Efremova Natalya Sokolova Olga Romasko | Ukraine Iryna Merkushina Oksana Yakovleva Oksana Khvostenko Nina Lemesh |

### Juniors

#### Hommes
| Compétition       | 1er                                                                            | 2ème                                                             | 3ème                                                                        |
| ----------------- | ------------------------------------------------------------------------------ | ---------------------------------------------------------------- | --------------------------------------------------------------------------- |
| 10 km sprint      | Vitaliy Chernyshov                                                             | Christian De Lorenzi                                             | Lowell Bailey                                                               |
| 12,5 km poursuite | Vitaliy Chernyshov                                                             | Aleksei Soloviov                                                 | Lowell Bailey                                                               |
| 20 km individuel  | Nikolay Kruglov Jr.                                                            | Michal Šlesingr                                                  | Vitaliy Chernyshov                                                          |
| Relais 4 × 7,5 km | Russie Vitaliy Chernyshov Aleksey Konchin Aleksei Soloviov Nikolay Kruglov Jr. | France Yann Debayle Sylvain Mouton Julien Ughetto Sebastien Zeno | République Tchèque Jiři Faltus Michal Šlesingr Milan Faltus Jaroslav Soukup |

#### Femmes
| Compétition      | 1ère                                                      | 2ème                                                                | 3ème                                                     |
| ---------------- | --------------------------------------------------------- | ------------------------------------------------------------------- | -------------------------------------------------------- |
| 7,5 km sprint    | Tatiana Moiseeva                                          | Yuliya Makarova                                                     | Zdeňka Vejnarová                                         |
| 10 km poursuite  | Yuliya Makarova                                           | Tatiana Moiseeva                                                    | Zdeňka Vejnarová                                         |
| 15 km individuel | Anne Lise Bailly                                          | Tatiana Moiseeva                                                    | Delphyne Peretto                                         |
| Relais 3 × 6 km  | Russie Tatiana Moiseeva Marina Botchukova Yuliya Makarova | République Tchèque Magda Rezlerová Klára Moravcová Zdeňka Vejnarová | France Delphyne Peretto Célia Bourgeois Anne Lise Bailly |

## Tableau des médailles
| №  | Pays               | Or | Argent | Bronze | Total |
| -- | ------------------ | -- | ------ | ------ | ----- |
| 1  | Russie             | 7  | 6      | 1      | 14    |
| 2  | Allemagne          | 4  | 3      | 1      | 8     |
| 3  | France             | 3  | 2      | 3      | 8     |
| 4  | Ukraine            | 1  |        | 2      | 3     |
| 5  | Autriche           | 1  |        |        | 1     |
| 6  | République Tchèque |    | 2      | 3      | 5     |
| 7  | Pologne            |    | 2      | 1      | 3     |
| 8  | Italie             |    | 1      | 1      | 2     |
| 9  | États-Unis         |    |        | 2      | 2     |
| 10 | Biélorussie        |    |        | 1      | 1     |
| 10 | Bulgarie           |    |        | 1      | 1     |